# Biljana Bradić
Biljana Bradić (Kuršumlija, 1991. április 21. –) szerb női válogatott labdarúgó. A Diósgyőri VTK támadója.

## Pályafutása
Szlovén bajnoki címet és 23 gólt szerzett a 2015–16-os szezonban, melyet veretlenül, pontveszteség nélkül nyert meg a Pomurje csapatával.
2017-ben egy rövid időszakot a görög bajnokságban töltött az Árisz Szaloniki alakulatánál.
A 2018–19-es idény óta erősíti a miskolci DVTK keretét. Bemutatkozó mérkőzésén mesterhármast lőtt a St. Mihály együttese ellen. Legutóbb 2020. július 29-én hosszabbított piros-fehérekkel.

## Sikerei

### Klubcsapatokban
Szlovén bajnok (1):
- Pomurje (1): 2016

 Román kupagyőztes (1):
- ASA Târgu Mureș (1): 2016[8]

## Statisztikái

### Klubcsapatokban
2021. augusztus 28-al bezárólag
| Klub             | Szezon           | Bajnokság | Bajnokság | Kupa  | Kupa | Nemzetközi | Nemzetközi | Össz. | Össz. |
| Klub             | Szezon           | Mérk.     | Gól       | Mérk. | Gól  | Mérk.      | Gól        | Mérk. | Gól   |
| ---------------- | ---------------- | --------- | --------- | ----- | ---- | ---------- | ---------- | ----- | ----- |
| Pomurje          |                  |           |           |       |      |            |            |       |       |
| 2014–15          | 9                | 17        | 2         | 0     | 0    | 0          | 11         | 17    |       |
| 2015–16          | 11               | 23        | 1         | 1     | 3    | 2          | 15         | 26    |       |
| 2016–17          | 9                | 12        | 2         | 0     | 0    | 0          | 11         | 12    |       |
| Összesen         | 29               | 52        | 5         | 1     | 3    | 2          | 37         | 55    |       |
| Diósgyőri VTK    |                  |           |           |       |      |            |            |       |       |
| 2018–19          | 24               | 25        | 4         | 10    | 0    | 0          | 28         | 35    |       |
| 2019–20          | 13               | 11        | 1         | 1     | 0    | 0          | 14         | 12    |       |
| 2020–21          | 23               | 8         | 2         | 0     | 0    | 0          | 25         | 8     |       |
| 2021–22          | 3                | 4         | 0         | 0     | 0    | 0          | 3          | 4     |       |
| Összesen         | 63               | 48        | 7         | 11    | 0    | 0          | 70         | 59    |       |
| Karrier összesen | Karrier összesen | 92        | 100       | 12    | 12   | 3          | 2          | 107   | 114   |

### A válogatottban
2021. február 23-al bezárólag
| Válogatott | Szezon   | Mérk. | Gól |
| ---------- | -------- | ----- | --- |
| Szerbia    |          |       |     |
| 2013       | 3        | 1     |     |
| 2014       | 4        | 1     |     |
| 2015       | 1        | 0     |     |
| 2016       | 2        | 0     |     |
| 2018       | 1        | 0     |     |
| 2019       | 1        | 1     |     |
| 2020       | 2        | 0     |     |
| 2021       | 1        | 0     |     |
| Összesen   | Összesen | 15    | 3   |

| Szerbia színeiben szerzett góljai | Szerbia színeiben szerzett góljai | Szerbia színeiben szerzett góljai | Szerbia színeiben szerzett góljai | Szerbia színeiben szerzett góljai | Szerbia színeiben szerzett góljai | Szerbia színeiben szerzett góljai | Szerbia színeiben szerzett góljai |
| --------------------------------- | --------------------------------- | --------------------------------- | --------------------------------- | --------------------------------- | --------------------------------- | --------------------------------- | --------------------------------- |
|                                   |                                   |                                   |                                   |                                   |                                   |                                   |                                   |
| Gól                               | Dátum                             | Helyszín                          | Ellenfél                          | Találat                           | Eredmény                          | Esemény                           | Forrás                            |
| 1                                 | 2013. június 19.                  | FSZSZ Sportközpont, Ópazova       | Románia                           | 3–2                               | 3–2                               | Barátságos mérkőzés               | [ 9 ]                             |
| 2                                 | 2014. augusztus 21.               | Suvača Sportközpont, Pecsince     | Izrael                            | 3–0                               | 3–0                               | 2015-ös vb-selejtező              | [ 10 ]                            |
| 3                                 | 2019. június 17.                  | FSZSZ Sportközpont, Ópazova       | Románia                           | 3–1                               | 3–2                               | Barátságos mérkőzés               | [ 11 ]                            |